# Сенино
Се́нино (рос. Сенино) — присілок у складі Нікольського району Вологодської області, Росія. Входить до складу Зеленцовського сільського поселення.

## Населення
Населення — 23 особи (2010; 52 у 2002).
Національний склад (станом на 2002 рік):
- росіяни — 98 %